# GO Transit
GO Transit ist der Name des öffentlichen Verkehrssystems des südlichen Ontario mit Sitz in Toronto. Das Netz von GO Transit erschließt den Ballungsraum des Greater Toronto Area und des Greater Hamilton Area sowie einige Gemeinden darüber hinaus durch Eisenbahnzüge und Regionalbusse. Seit 2009 handelt es sich um einen Geschäftsbereich von Metrolinx.

## Beschreibung
Während die Toronto Transit Commission (TTC) für den innerstädtischen Verkehr in Toronto zuständig ist, werden von GO Transit ausschließlich Verbindungen im Großraum angeboten.

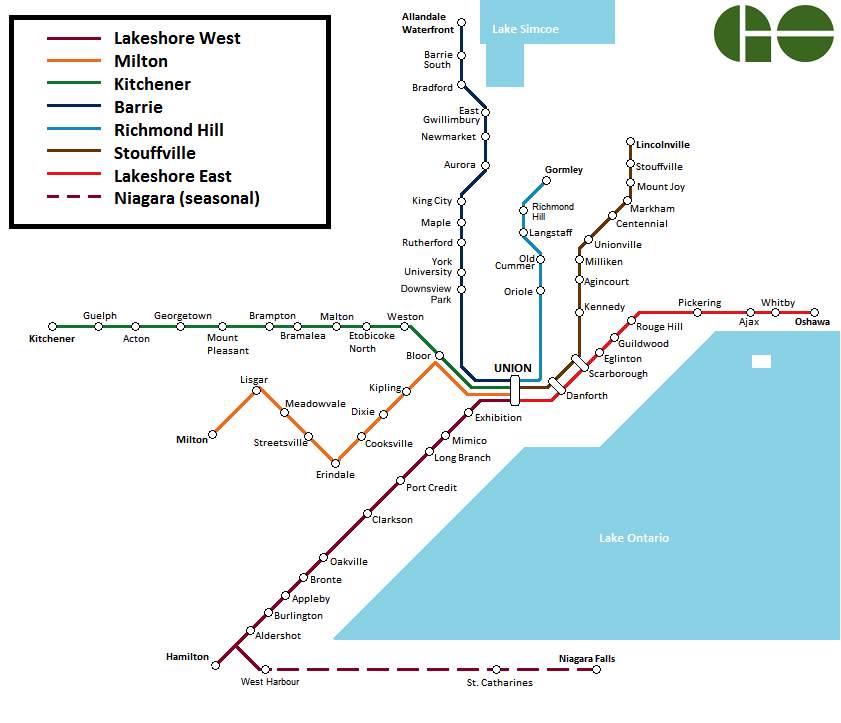
GO-Transit-Schienennetz

Jährlich befördert das Unternehmen etwa 55 Millionen Fahrgäste. Durchschnittlich werden 215.000 Passagiere an einem Werktag befördert, 83 % davon mit dem Zug, 17 % mit dem Bus. Aufgrund des sternförmig verlaufenden Streckennetzes enden oder beginnen 96 % aller Zugfahrten in der Union Station, während rund 70 % aller Busfahrten die Stadt Toronto befahren.
GO Transit bedient den Großraum Toronto und Hamilton. Dazu gehören neben Toronto und Hamilton die Städte Halton, Peel, York und Durham. Für jede dieser Städte samt ihren regionalen Gemeinden ist eine Regionalverwaltung der GO-Transit verantwortlich. Über das Ballungsgebiet hinaus werden Simcoe, Dufferin, und Wellington County bedient. Damit erreicht die Gesellschaft über sieben Millionen Einwohner auf einer Fläche von 8.000 Quadratkilometer, was einem Radius von mehr als 100 km rund um Downtown Toronto entspricht. Die Netzverbindungen von GO Transit sind mit den wichtigsten Knotenpunkten der TTC verbunden. Ähnlich wie die TTC verfügt auch GO Transit über eigenes Sicherheitspersonal, die entlang der Einrichtungen des Unternehmens und ihrer Verkehrsverbindungen patrouillieren.
Das Projekt GO Expansion soll die Kapazitäten des Schienenpersonennahverkehrs im Geschäftsgebiet bis 2041 vervierfachen. Dazu gehören Streckenneu- und ausbau, Elektrifizierung und Taktverdichtungen.
Zur Umsetzung wurde 2022 das Konsortium ONxpress ausgewählt, das aus Alstom (Betrieb und Instandhaltung), DB International Operations (Betriebsführung und Know-how), Aecon Group und FCC Construcción (Bau) sowie WSP Canada und Hatch (Engineering und Design Consulting) bestand. Das Konsortium sollte Ausbau und die Modernisierung der Strecken, Betrieb und Wartung der GO-Züge und der Linie „UP Express“ zum Flughafen Toronto-Pearson langfristig verantworten. Geplant war ein Betriebsvertrag mit einer Laufzeit von 23 bis 25 Jahren, finanziert als öffentlich-private Partnerschaft mit einem Gesamtvolumen von mehreren Milliarden kanadischen Dollar. Eine Besonderheit wäre die Einführung des ETCS-Zugbeeinflussungssystems als erstes Großprojekt dieser Art in Nordamerika gewesen.
Der für den Jahresbeginn 2025 angekündigte Betriebsübergang an ONxpress fand nicht statt. Im Mai 2025 kündigte die Betreibergesellschaft Metrolinx die Zusammenarbeit mit ONxpress vorzeitig auf, die Konsortialpartner DB International Operations und Aecon schieden aus. Die Betriebsführung und Instandhaltung sollten vorerst bei Alstom bleiben. Die geplanten Infrastrukturmaßnahmen im Rahmen der GO Expansion wollte Metrolinx fortführen.

## Streckennetz

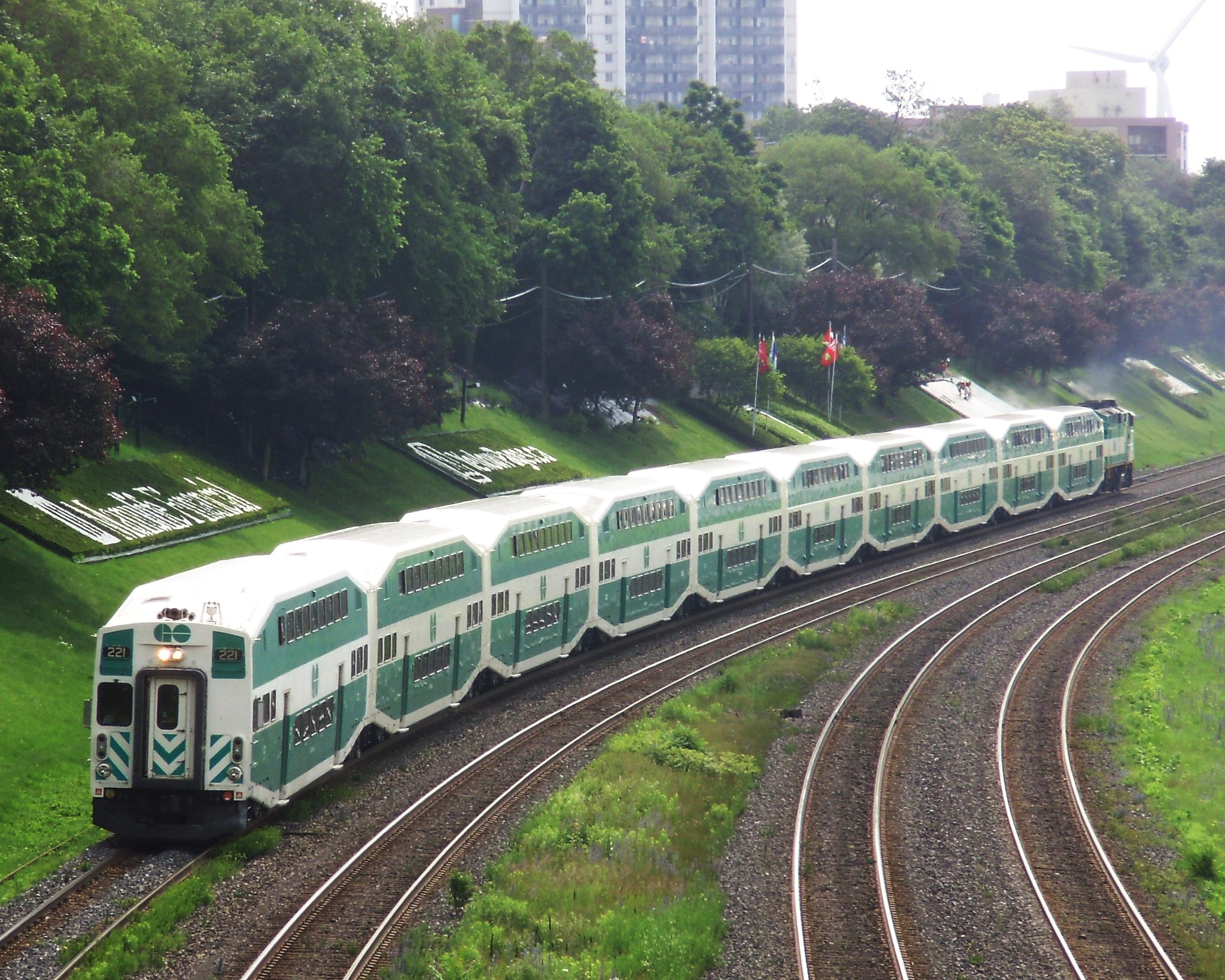
GO-Transit-Doppelstockwagen

### Bahnnetz
Auf dem 390 km langen Bahnnetz werden großteils diesellokgeführte Doppelstockzüge eingesetzt. Mit den insgesamt 40 Zügen werden 59 Stationen auf sieben Linien bedient. Zum Rollmaterial gehören 53 dieselelektrische Lokomotiven von Electro-Motive Diesel (F59PH II, III und IV) und seit 2007 von MPI (MP40PH-3C). Die seit 1978 eingeführten 470 Doppelstockwagen stammen größtenteils von Bombardier Transportation (Bombardier-BiLevel-Doppelstockwagen).
Derzeit erfolgen Untersuchungen, ob die Elektrifizierung eines Teiles des Streckennetzes wirtschaftlich und ökologisch sinnvoll ist.
2016 wurden 125 Bombardier-BiLevel-Doppelstockwagen im Wert von 428 Millionen kanadischen Dollars bestellt, die bis 2020 ausgeliefert werden sollen.

### Busnetz

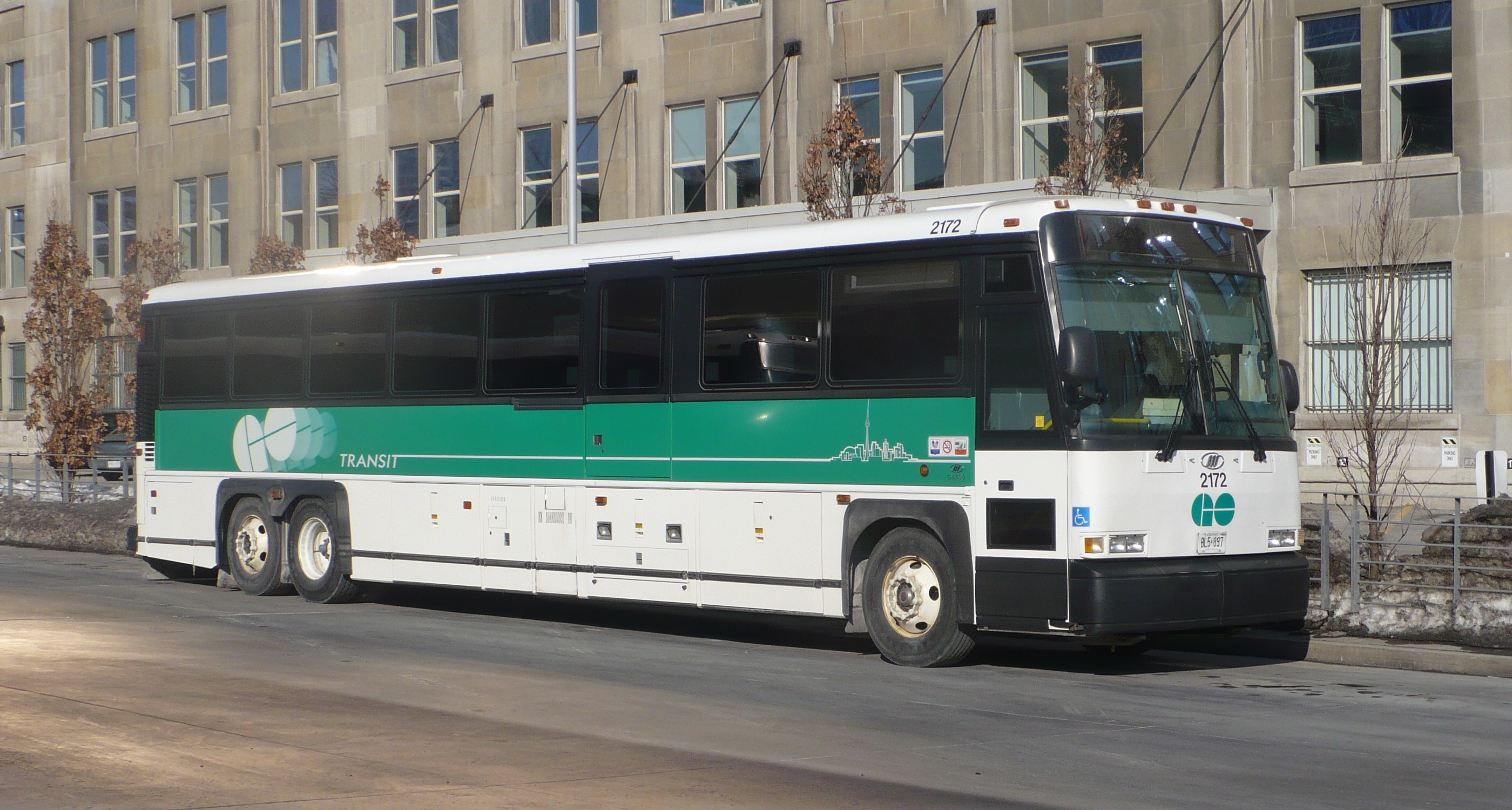
Ein GO Transit-Bus an der Union Station

Die Stationen des 2.512 km langen Netzes werden von 384 Regionalbussen (teilweise Doppeldeckerbusse) bedient. Sie stammen von verschiedenen Busherstellern aus dem englischsprachigen Raum, wie Motor Coach Industries, Prevost Car, Orion International und Alexander Dennis.

### Fahrkarten
GO Transit verwendet die Presto Card als elektronische Fahrkarte, welche von zahlreichen anderen Nahverkehrsbetreibern in Ontario akzeptiert wird.